# يري (رصد)

تعديل مصدري - تعديل

يري هي إحدى قرى عزلة القارة بمديرية رصد التابعة لمحافظة أبين، بلغ تعداد سكانها 136 نسمة حسب تعداد اليمن لعام 2004.